# Xã Swedes Forest, Quận Redwood, Minnesota
Xã Swedes Forest (tiếng Anh: Swedes Forest Township) là một xã thuộc quận Redwood, tiểu bang Minnesota, Hoa Kỳ. Năm 2010, dân số của xã này là 121 người.